# 앤 마리 하워드
앤 마리 하워드(Anne Marie Howard, 1960년 3월 31일 ~ )는 미국의 배우이다.
샌디에이고에서 태어났다.

## 출연 작품
- 특별수사대 (2014, April Rain) - 기자 역
- 조 곤 (2014년) - Dr. 필립스 역
- 워킹 클래스 (2011년)
- Fuel (2009)
- 더 리스트 오브 디즈 (2008년)
- 조한 (2008년)
- 웨더 맨 (2005년)
- 쇼핑걸 (2005년)
- 리스트 라이크리 캔디데이트 (2004년)
- 경찰서를 털어라 (1999년)
- 프린스 오브 다크니스 (1987년)

### 텔레비전
- 우리 생애 나날들 (1990-91)
- 메이크 잇 오어 브레이크 잇 (2010-11) - 아나운서 역